# Angelo Rovelli
Angelo Nino Vittorio Rovelli conosciuto semplicemente come "Nino Rovelli" (Olgiate Olona, 10 giugno 1917 – Zurigo, 30 dicembre 1990) è stato un ingegnere, imprenditore e bobbista italiano.
Raggiunse la massima notorietà negli anni settanta quando fu proprietario del gruppo chimico SIR - Società Italiana Resine. Emerso in pieno miracolo economico, Rovelli è stato uno dei più discussi e controversi imprenditori della Prima Repubblica.

## Biografia

### Gli inizi
Figlio di un direttore di una fabbrica tessile di Olgiate Olona, si laureò in Ingegneria al Politecnico di Milano e fu anche un buon bobbista, tanto da gareggiare nel bob a quattro ai Giochi olimpici di Sankt Moritz 1948, dove terminò la gara all'undicesimo posto finale, pilotando la slitta di Italia 2. Giovanissimo impiantò nel paese natale un'officina meccanica, che con gli anni si specializzò nella produzione di macchine per impianti industriali; attraverso tale attività entrò in rapporti con l'industria chimica, alla quale forniva pompe ed impianti meccanici.

### Gli anni della S.I.R.
Nel 1948 Rovelli acquisì l'azienda lombarda SIR - Società Italiana Resine, specializzata nella produzione di resine fenoliche. Sotto la gestione di Rovelli, la SIR accrebbe di molto la sua importanza, fino a diventare negli anni Settanta il terzo gruppo chimico italiano (dopo Eni e Montedison), con 13 000 dipendenti nel 1975. Le risorse per tale crescita derivarono soprattutto dai finanziamenti agevolati per lo sviluppo industriale, concessi dallo stato attraverso gli istituti di credito speciale IMI e ICIPU. Rovelli investì in particolare in Sardegna, dove la SIR realizzò il polo petrolchimico di Porto Torres, ed in Calabria.
La lotta per la concessione dei finanziamenti, subordinati alla concessione di "pareri di conformità" da parte del CIPE, portò Rovelli a scontrarsi con gli interessi di Eni e Montedison, in una «guerra chimica» combattuta anche sulla carta stampata (Rovelli fu proprietario dal 1967 dei quotidiani La Nuova Sardegna e L'Unione Sarda) e sul piano politico: negli anni settanta Rovelli era dipinto come politicamente vicino a Giulio Andreotti, a Giovanni Leone e Giacomo Mancini.

### Procedimenti giudiziari

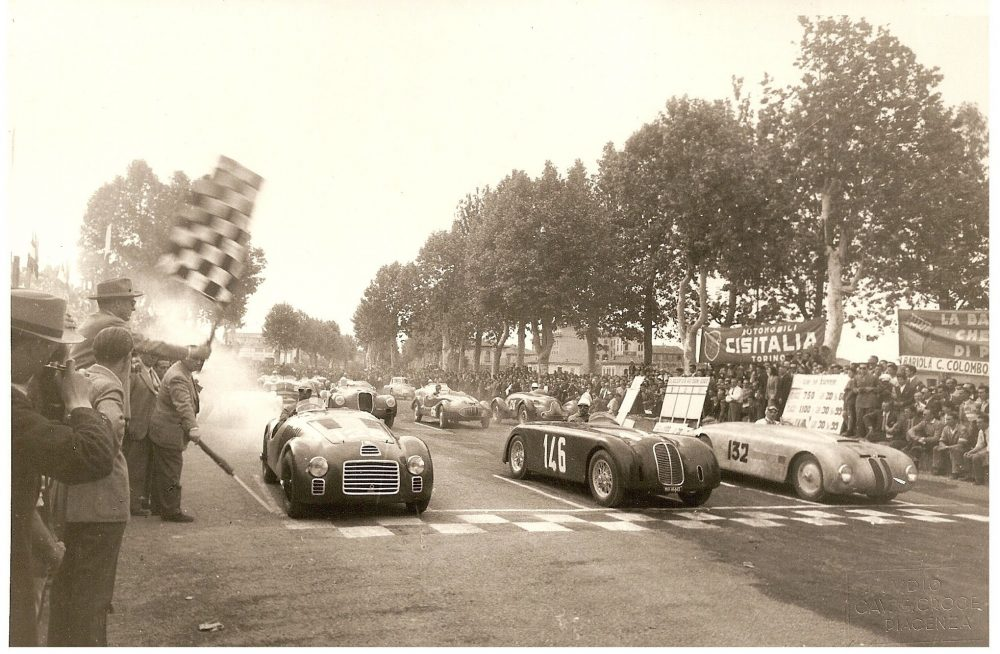
Rovelli (il numero 132) al circuito di Piacenza l'11 maggio 1947

Nel 1979, non riuscendo a fare fronte alla difficile situazione finanziaria della SIR, Rovelli cedette la proprietà dell'azienda ad un consorzio bancario incaricato del salvataggio; in questa fase, il mancato rispetto (secondo Rovelli) di un accordo tra l'imprenditore e l'IMI diede origine al caso giudiziario IMI-SIR. Rovelli fece causa all'IMI nel 1982, dopo essersi trasferito con la famiglia in Svizzera, pur mantenendo in Italia la proprietà di alcune aziende ed immobili. Convinto di essere stato vittima di un complotto ordito dalla massoneria, morì a Zurigo a 73 anni il 30 dicembre 1990 per arresto cardiaco durante un controllo medico in ospedale.
Nel novembre del 1990 arrivò la sentenza del tribunale di Roma che diede ragione a Rovelli ed ai suoi eredi, condannando l'IMI a versare un risarcimento di circa 800 miliardi di lire. Nino Rovelli morì poco tempo dopo, il 30 dicembre 1990. Indagini successive dimostreranno come la "famiglia Rovelli comprò la sentenza decisiva a suon di bustarelle". Nel 2006 la Corte di Cassazione conferma l'impianto accusatorio e la corruzione dei giudici del processo IMI-SIR, nel frattempo riunito al processo per il Lodo Mondadori, condannando fra gli altri gli avvocati dei Rovelli: Cesare Previti, Attilio Pacifico e Giovanni Acampora.
Il risarcimento versato dallo stato, corrispondente a circa mezzo miliardo di euro odierni, non venne mai rimborsato dalla famiglia Rovelli e se ne perse subito traccia poiché tale denaro venne repentinamente trasferito in conti esteri. La storia del «tesoro di Rovelli» è tornata alla ribalta nel 2017 grazie ai Paradise Papers, con i quali si è riusciti ad individuare quel denaro nelle isole Cook.

### Interessi sportivi
Sportivo nato e frequentatore assiduo delle sale da ballo, Angelo Rovelli viene ricordato anche per il suo carattere energico ed esuberante. 
Partecipò con la Nazionale di bob dell'Italia ai Giochi olimpici invernali di Sankt Moritz 1948, dove giunse all'11º posto nel bob a quattro con Vittorio Folonari e i fratelli Enrico e Remo Airoldi.
Rovelli era anche un appassionato di corse automobilistiche, cimentandosi egli stesso come pilota in gare nazionali come il Gran premio di Bari e le Mille Miglia. Ebbe modo anche di mettersi alla prova nelle gare di go-karts.
Nel 1967 insieme ad Angelo Moratti ed alcune altre imprese industriali sarde acquisì la quota di controllo del Cagliari, garantendo i finanziamenti necessari per trattenere in Sardegna Gigi Riva e costruire così la squadra che nel 1970 avrebbe vinto lo scudetto.

## Vita privata
Angelo Rovelli era sposato con l'ex attrice milanese Primarosa Battistella dal 1954 fino alla sua morte, dalla quale ebbe quattro figli.

## Opere
- Il Romanzo Della Coppa Rimet 1930-1966, 1966, Bietti, OCLC 955882703
- Azzurri 1910-1983. Storia della nazionale di calcio tre volte campione del mondo, con Enzo Baroni, Rizzoli, 1983, ISBN 88-17-24206-3.
- Il romanzo degli stranieri, 1985 ISBN 9788817241700 Rizzoli
- Le stelle del Milan, 1986 ISBN 9788844301422 Siad Edizioni